# Sericorema
Sericorema é um género botânico pertencente à família Amaranthaceae.

## Espécies
- Sericorema humbertiana
- Sericorema remotiflora
- Sericorema sericea